# 대한민국 제7대 국회의원 선거
대한민국 제7대 국회의원 선거는 4년 임기의 제7대 국회의원을 뽑는 선거로 1967년 6월 8일에 치러졌다. 소선거구제를 통한 직접선거로 131명을 선출하였다. 정당별 득표율에 따라 선출한 44명의 전국구를 포함하여 대한민국 제7대 국회의원은 모두 175명이다. 그리고, 선거기간 동안 많은 부정행위가 저질러져서 6.8 부정선거로도 불린다.

## 경과

### 배경
의원 정수는 제6대 총선과 동일한 지역구 131명과 전국구 44명으로 총 175명이었다.

### 입후보
선거전은 지역구에 702명이 입후보하여 평균경쟁률은 5.4 대 1을 나타냈다. 이 선거에는 민주공화당과 신민당 이외에 대중당·민중당·자민당 등 모두 11개 정당이 참여하였다.

### 선거
투표율은 76.1%로 제6대보다 4%가량 증가하였다. 선거결과 정당별 당선자는 민주공화당이 의원정수의 73.7%에 해당하는 129명(지역구 102명, 전국구 27명)으로 제6대보다 19명이 늘어나 절대다수의석을 자치하게 되었다. 신민당은 45명(지역구 28명, 전국구 17명)을 등원시켰고, 대중당이 1명에 나머지 8개 정당은 단 1명의 당선자도 내지 못하였다. 정당별 득표율에서는 민주공화당이 50.6%의 득표율로 전체의석의 77.9%에 해당하는 102명을 당선시켰다. 반면에 신민당이 32.7%를 획득하여 당선비율 21.4%에 해당하는 28명을 당선시켰다.

### 의미
공화당은 여전히 농촌지역에서 압승을 거둔 반면에, 신민당은 대도시에서 크게 승리하여 ‘여촌야도현상’의 심화를 드러냈다. 특히 선거과정에서 저질러진 많은 부정 선거 행위로 말미암아 야당으로부터 전면 부정선거라는 문제가 제기되어‘전면 무효화’, ‘전면 재선거’를 요구하였고 의원등록을 거부하였다. 이러한 정국 혼란의 여파는 학원가에까지 번져 대학은 휴교조치에 이어 조기방학에 들어가게 되었고, 공화당 스스로도 "타락되고 혼탁한 분위기의 선거이었음에는 틀림이 없었다"라며 화성 지역구 권오석 당선자를 김형일로 착오시정하였고, 보성 양달승, 평택 이윤용, 대전 원용석, 보령 이원장, 군산 차형근, 고창 신용남, 화순 기세풍, 영천 이원우 당선자 등을 제명하고, 7개 구의 지구당 위원장을 당에서 제명하여 공화당 스스로 부정 선거임을 자인했다.
이후 김옥선은 소송 끝에 개표에 오류가 밝혀져 당선자 결정이 시정되어 국회에 입성하고, 보성 양달승은 공개투표 등으로 인한 일부 투표구의 선거무효로 재선거가 결정되어 재선거 지역 투표수를 합친 결과 야당 후보가 당선되었다.

## 선거 정보
- 총유권자수 : 14,717,354명[2]
- 대통령 : 박정희 (민주공화당)
- 의석정수 : 175석 (지역구 131석 ＋ 전국구 44석)
- 선거제도 : 소선거구제 ＋ 비례대표제
- 투표일 : 1967년 6월 8일

## 투표율
- 전국 선거인수 14,717,354명 중 11,202,317명이 투표하여, 투표율은 76.1%를 기록하였다

|        | 서울   | 부산   | 경기   | 강원   | 충북   | 충남   | 전북   | 전남   | 경북   | 경남   | 제주   |
| ------ | ------ | ------ | ------ | ------ | ------ | ------ | ------ | ------ | ------ | ------ | ------ |
| 투표율 | 57.6 % | 69.4 % | 74.0 % | 81.3 % | 86.7 % | 81.3 % | 79.3 % | 78.9 % | 80.3 % | 84.0 % | 77.8 % |

## 선거 결과

### 정당별 당선자 수
| 정당       | 지역구 | 전국구 | 합계 |
| ---------- | ------ | ------ | ---- |
| 민주공화당 | 102    | 27     | 129  |
| 신민당     | 28     | 17     | 45   |
| 대중당     | 1      |        | 1    |
| 합계       | 131    | 44     | 175  |

### 지역별 지역구 의원 수
| 지역       | 민주공화당 | 신민당 | 대중당 | 합계 |
| ---------- | ---------- | ------ | ------ | ---- |
| 서울특별시 | 1          | 13     | -      | 14   |
| 경기도     | 10         | 3      | -      | 13   |
| 강원도     | 8          | 1      | -      | 9    |
| 충청남도   | 12         | 1      | -      | 13   |
| 충청북도   | 8          | -      | -      | 8    |
| 전라남도   | 16         | 2      | 1      | 19   |
| 전라북도   | 11         | -      | -      | 11   |
| 부산시     | 2          | 5      | -      | 7    |
| 경상남도   | 14         | 1      | -      | 15   |
| 경상북도   | 18         | 2      | -      | 20   |
| 제주도     | 2          | -      | -      | 2    |
| 합계       | 102        | 28     | 1      | 131  |

### 정당 득표율
| 정당       | 득표수     | 득표율 | 당선인 |
| ---------- | ---------- | ------ | ------ |
| 민주공화당 | 5,494,922  | 50.6%  | 27     |
| 신민당     | 3,554,224  | 32.7%  | 17     |
| 자유당     | 393,448    | 3.6%   |        |
| 민주당     | 323,203    | 3.0%   |        |
| 대중당     | 249,561    | 2.3%   |        |
| 한국독립당 | 240,936    | 2.2%   |        |
| 민중당     | 180,324    | 1.7%   |        |
| 정의당     | 142,670    | 1.3%   |        |
| 통일사회당 | 104,975    | 1.0%   |        |
| 자유민주당 | 88,474     | 0.8%   |        |
| 통한당     | 83,271     | 0.8%   |        |
| 총합       | 10,856,008 |        | 44     |

### 전국구 배분
국회의원 선거법에 따라, 지역구 의석이 3석, 득표율이 5%를 넘는 민주공화당과 신민당에만 득표율에 따라 각각 27석과 17석이 배분되었다.

## 당선자

### 지역구
민주공화당 
 신민당 
 대중당 

| 시·도      | 선거구 / 당선자      | 선거구 / 당선자        | 선거구 / 당선자      | 선거구 / 당선자  |
| 서울특별시 | 종로구               | 중구                   | 동대문구 갑          | 동대문구 을      |
| ---------- | -------------------- | ---------------------- | -------------------- | ---------------- |
| 서울특별시 | 유진오               | 정일형                 | 송원영               | 장준하           |
| 서울특별시 |                      |                        |                      |                  |
| 서울특별시 | 성동구 갑            | 성동구 을              | 성북구 갑            | 성북구 을        |
| 서울특별시 | 조한백               | 박준규                 | 조윤형               | 서범석           |
| 서울특별시 |                      |                        |                      |                  |
| 서울특별시 | 서대문구 갑          | 서대문구 을            | 마포구               | 용산구           |
| 서울특별시 | 김재광               | 윤제술                 | 김홍일               | 김원만           |
| 서울특별시 |                      |                        |                      |                  |
| 서울특별시 | 영등포구 갑          | 영등포구 을            |                      |                  |
| 서울특별시 | 유진산               | 박한상                 |                      |                  |
| 서울특별시 |                      |                        |                      |                  |
| 부산시     | 중구                 | 영도구                 | 서구                 | 동구             |
| 부산시     | 김응주               | 예춘호                 | 김영삼               | 박기출           |
| 부산시     |                      |                        |                      |                  |
| 부산시     | 부산진구 갑          | 부산진구 을            | 동래구               |                  |
| 부산시     | 정상구               | 최두고                 | 임갑수               |                  |
| 부산시     |                      |                        |                      |                  |
| 경기도     | 인천시 갑            | 인천시 을              | 수원시               | 의정부시·양주군  |
| 경기도     | 김정열               | 김은하                 | 이병희               | 이진용           |
| 경기도     |                      |                        |                      |                  |
| 경기도     | 광주군·이천군        | 포천군·가평군·연천군   | 여주군·양평군        | 용인군·안성군    |
| 경기도     | 차지철               | 오치성                 | 이백일               | 서상린           |
| 경기도     |                      |                        |                      |                  |
| 경기도     | 평택군               | 화성군                 | 고양군·파주군        | 김포군·강화군    |
| 경기도     | 이윤용               | 김형일                 | 신윤창               | 김재소           |
| 경기도     |                      |                        |                      |                  |
| 경기도     | 시흥군·부천군·옹진군 |                        |                      |                  |
| 경기도     | 오학진               |                        |                      |                  |
| 경기도     |                      |                        |                      |                  |
| 강원도     | 춘천시·춘성군        | 원주시·원성군          | 강릉시·명주군        | 홍천군·인제군    |
| 강원도     | 김우영               | 박영록                 | 최익규               | 이승춘           |
| 강원도     |                      |                        |                      |                  |
| 강원도     | 영월군·정선군        | 철원군·화천군·양구군   | 속초시·양양군·고성군 | 횡성군·평창군    |
| 강원도     | 장승태               | 김재순                 | 김종호               | 이우현           |
| 강원도     |                      |                        |                      |                  |
| 강원도     | 삼척군               |                        |                      |                  |
| 강원도     | 김진만               |                        |                      |                  |
| 강원도     |                      |                        |                      |                  |
| 충청북도   | 청주시               | 청원군                 | 충주시·중원군        | 옥천군·보은군    |
| 충청북도   | 정태성               | 민기식                 | 이종근               | 육인수           |
| 충청북도   |                      |                        |                      |                  |
| 충청북도   | 괴산군               | 영동군                 | 진천군·음성군        | 제천군·단양군    |
| 충청북도   | 안동준               | 정직래                 | 오원선               | 김유택           |
| 충청북도   |                      |                        |                      |                  |
| 충청남도   | 대전시               | 대덕군·연기군          | 공주군               | 논산군           |
| 충청남도   | 박병배               | 김용태                 | 김달수               | 양순직           |
| 충청남도   |                      |                        |                      |                  |
| 충청남도   | 부여군               | 서천군·보령군          | 청양군·홍성군        | 예산군           |
| 충청남도   | 김종필               | 이원장                 | 장영순               | 박병선           |
| 충청남도   |                      |                        |                      |                  |
| 충청남도   | 서산군               | 당진군                 | 아산군               | 천안시·천원군    |
| 충청남도   | 이상희               | 김두현                 | 이민우               | 김종철           |
| 충청남도   |                      |                        |                      |                  |
| 충청남도   | 금산군               |                        |                      |                  |
| 충청남도   | 길재호               |                        |                      |                  |
| 충청남도   |                      |                        |                      |                  |
| 전라북도   | 전주시               | 군산시·옥구군          | 이리시·익산군        | 완주군           |
| 전라북도   | 김용진               | 차형근                 | 김성철               | 유범수           |
| 전라북도   |                      |                        |                      |                  |
| 전라북도   | 진안군·장수군·무주군 | 임실군·순창군          | 남원군               | 정읍군           |
| 전라북도   | 전휴상               | 한상준                 | 유광현               | 박두선           |
| 전라북도   |                      |                        |                      |                  |
| 전라북도   | 고창군               | 부안군                 | 김제군               |                  |
| 전라북도   | 신용남               | 이병옥                 | 장경순               |                  |
| 전라북도   |                      |                        |                      |                  |
| 전라남도   | 광주시 갑            | 광주시 을              | 목포시               | 여수시·여천군    |
| 전라남도   | 정성태               | 정래정                 | 김대중               | 이우헌           |
| 전라남도   |                      |                        |                      |                  |
| 전라남도   | 순천시·승주군        | 담양군·장성군          | 화순군·곡성군        | 구례군·광양군    |
| 전라남도   | 김우경               | 고재필                 | 기세풍               | 이현재           |
| 전라남도   |                      |                        |                      |                  |
| 전라남도   | 고흥군               | 보성군                 | 장흥군               | 영암군·강진군    |
| 전라남도   | 서민호               | 양달승                 | 길전식               | 윤재명           |
| 전라남도   |                      |                        |                      |                  |
| 전라남도   | 완도군               | 해남군                 | 무안군               | 나주군           |
| 전라남도   | 정간용               | 김병순                 | 배길도               | 이호범           |
| 전라남도   |                      |                        |                      |                  |
| 전라남도   | 광산군               | 영광군·함평군          | 진도군               |                  |
| 전라남도   | 박종태               | 윤인식                 | 이남준               |                  |
| 전라남도   |                      |                        |                      |                  |
| 경상북도   | 대구시 중구          | 대구시 동구            | 대구시 남구          | 대구시 북구·서구 |
| 경상북도   | 이만섭               | 이원만                 | 이효상               | 조일환           |
| 경상북도   |                      |                        |                      |                  |
| 경상북도   | 포항시·영일군·울릉군 | 김천시·금릉군          | 경주시·월성군        | 달성군·고령군    |
| 경상북도   | 김장섭               | 백남억                 | 이상무               | 김성곤           |
| 경상북도   |                      |                        |                      |                  |
| 경상북도   | 군위군·선산군        | 의성군                 | 안동시·안동군        | 청송군·영덕군    |
| 경상북도   | 김봉환               | 우홍구                 | 김대진               | 문태준           |
| 경상북도   |                      |                        |                      |                  |
| 경상북도   | 영양군·울진군        | 영천군                 | 경산군·청도군        | 성주군·칠곡군    |
| 경상북도   | 오준석               | 이원우                 | 박주현               | 송한철           |
| 경상북도   |                      |                        |                      |                  |
| 경상북도   | 상주군               | 문경군                 | 예천군               | 영주군·봉화군    |
| 경상북도   | 김천수               | 이동영                 | 정진동               | 김창근           |
| 경상북도   |                      |                        |                      |                  |
| 경상남도   | 마산시               | 진주시·진양군          | 충무시·통영군·고성군 | 거제군           |
| 경상남도   | 한태일               | 구태회                 | 최석림               | 김주인           |
| 경상남도   |                      |                        |                      |                  |
| 경상남도   | 진해시·창원군        | 삼천포시·사천군·하동군 | 함안군·의령군        | 창녕군           |
| 경상남도   | 조창대               | 김용순                 | 김창욱               | 성낙현           |
| 경상남도   |                      |                        |                      |                  |
| 경상남도   | 산청군·합천군        | 밀양군                 | 양산군·동래군        | 울산시·울주군    |
| 경상남도   | 김삼상               | 공정식                 | 노재필               | 설두하           |
| 경상남도   |                      |                        |                      |                  |
| 경상남도   | 김해군               | 남해군                 | 함양군·거창군        |                  |
| 경상남도   | 김택수               | 최치환                 | 민병권               |                  |
| 경상남도   |                      |                        |                      |                  |
| 제주도     | 제주시·북제주군      | 남제주군               |                      |                  |
| 제주도     | 양정규               | 현오봉                 |                      |                  |

### 전국구
전국구 의석 수: 전체 175석 중 44석
- 민주공화당: 27석
- 신민당: 17석[※전국구 18번까지 당선. 김재화(전국구 10번) 등록무효]

| #  | 민주공화당 | 신민당 |
| 1  | 정구영     | 박순천 |
| 2  | 윤치영     | 김도연 |
| 3  | 백두진     | 정해영 |
| 4  | 최희송     | 고흥문 |
| 5  | 김정렬     | 이재형 |
| 6  | 윤천주     | 김세영 |
| 7  | 양찬우     | 정운갑 |
| 8  | 이동원     | 한통숙 |
| 9  | 김동환     | 김성용 |
| 10 | 최영희     | 빈칸   |
| 11 | 이영근     | 연주흠 |
| 12 | 김성희     | 편용호 |
| 13 | 이원엽     | 박재우 |
| 14 | 김유탁     | 이기택 |
| 15 | 박노선     | 이민우 |
| 16 | 김용호     | 김수한 |
| 17 | 김영복     | 김상현 |
| 18 | 이정석     | 조흥만 |
| 19 | 신동욱     |        |
| 20 | 김규남     |        |
| 21 | 이병주     |        |
| 22 | 이매리     |        |
| 23 | 이성수     |        |
| 24 | 신동준     |        |
| 25 | 김익준     |        |
| 26 | 이원영     |        |
| 27 | 이영호     |        |

## 참고 자료
- 국회의원선거법(일부개정 1966.12.14 법률 제1849호)
- 중앙선거관리위원회 역대선거정보시스템 보관됨 2012-09-03 - archive.today